# Slobodan Milosevic - Præsident under anklage
|  | Denne artikel er oprettet af botten PalnaBot ud fra en ekstern database. Den kan derfor have sproglige fejl eller mangler. Denne skabelon kan fjernes efter kontrol af indholdet. |

Slobodan Milosevic - Præsident under anklage er en film instrueret af Michael Christoffersen.
Filmen blev i 2008 tildelt en Robert for årets lange dokumentarfilm.

## Handling
Den største krigsforbryderretssag siden Nürnberg fik en brat afslutning, da Slobodan Milosevic døde i sin celle i marts 2006. Et dansk filmhold fik som det eneste lov til at komme bag kulisserne, fra retssagen blev indledt i 2002 og til det efterspil, som Milosevic' død i foråret 2006, affødte. Nøglefigurerne er anklagemyndighedens hovedadvokat, Milosevic' rådgivere og de (tvangs)beskikkede forsvarere. Filmen følger disse spillere, mens retssagen udfolder sig, og giver sit publikum et indblik i de strategier og forhindringer, som de involverede parter stod overfor. Retssagen imod Slobodan Milosevic, der aldrig nåede til en domfældelse, blev den længste krigsforbryderretssag ved en international domstol nogensinde.